# Szczedrzykowice (stacja kolejowa)
Szczedrzykowice – stacja kolejowa w Szczedrzykowicach-Stacji, w województwie dolnośląskim, w Polsce. Położona na linii nr 275 z Wrocławia do Gubina.

## Ruch pasażerski
| Rok  | Wymiana pasażerska na dobę |
| ---- | -------------------------- |
| 2017 | 100-149                    |
| 2022 | 100-149                    |